# Islande au Concours Eurovision de la chanson 2014
L'Islande est l'un des trente-sept pays participants au Concours Eurovision de la chanson 2014, qui se déroule à Copenhague, au Danemark. Le pays est représenté par le groupe Pollapönk et leur chanson No Prejudice, sélectionnés via l'émission Söngvakeppnin 2014.

## Sélection
L'Islande annonce sa participation au Concours 2014 le 15 juillet 2013. Le pays confirme par la suite le renouvellement du format habituel de sélection avec l'émission Söngvakeppnin 2014.

### Format
La sélection est constituée de trois émissions et réunit dix artistes et leurs chansons. Tout d'abord, deux demi-finales ont lieu. Chacune voit cinq artistes participer puis deux d'entre eux se qualifient grâce au télévote islandais. Au terme de la phase des demi-finales, un jury de professionnels repêche deux artistes parmi les demi-finalistes non-qualifiés.
Lors de la finale, les six artistes encore en lice participent. Après un premier tour vote — mélangeant pour moitié le télévote islandais et, pour l'autre moitié, le vote d'un jury de professionnels — deux artistes se qualifient pour la dite « superfinale ». Le télévote seul sélectionne alors le vainqueur de la sélection lors d'un deuxième tour de vote parmi les deux artistes encore en lice.

### Émissions

#### Demi-finales
- Qualifiés via télévote
- Repêchés

##### Première demi-finale
| Ordre | Artiste                   | Chanson           |
| ----- | ------------------------- | ----------------- |
| 1     | Sverrir Bergmann          | Dönsum burtu blús |
| 2     | Gréta Mjöll Samúelsdóttir | Eftir eitt lag    |
| 3     | Gissur Páll Gissurarson   | Von               |
| 4     | Ásdís María Viðarsdóttir  | Amor              |
| 5     | Vignir Snær Vigfússon     | Elsku þú          |

##### Deuxième demi-finale
|   | Artiste                       | Chanson            |
| - | ----------------------------- | ------------------ |
| 1 | Sigríður Eyrún Friðriksdóttir | Lífið kviknar á ný |
| 2 | Guðrún Árný Karlsdóttir       | Til þín            |
| 3 | F.U.N.K.                      | Þangað til ég dey  |
| 4 | Guðbjörg Magnúsdóttir         | Aðeins ætluð þér   |
| 5 | Pollapönk                     | Enga fordóma       |

#### Finale
- Qualifiés en superfinale

|   | Artiste                       | Chanson            |
| - | ----------------------------- | ------------------ |
| 1 | F.U.N.K.                      | Þangað til ég dey  |
| 2 | Ásdís María Viðarsdóttir      | Amor               |
| 3 | Sigríður Eyrún Friðriksdóttir | Lífið kviknar á ný |
| 4 | Gissur Páll Gissurarson       | Von                |
| 5 | Gréta Mjöll Samúelsdóttir     | Eftir eitt lag     |
| 6 | Pollapönk                     | Enga fordóma       |

- Vainqueur

|   | Artiste                       | Chanson      | Résultat |
| - | ----------------------------- | ------------ | -------- |
| 1 | Sigríður Eyrún Friðriksdóttir | Up and away  | 2        |
| 2 | Pollapönk                     | Enga fordóma | 1        |

Au terme de la superfinale, le groupe Pollapönk remporte le vote du public et est désigné représentant de l'Islande à l'Eurovision 2014 avec la chanson Enga fordóma. Le titre sera traduit en anglais pour l'occasion et prendra le titre No Prejudice pour l'événement.

## À l'Eurovision
L'Islande participe à la première demi-finale, le 6 mai 2014. Arrivant 8e avec 61 points, le pays se qualifie pour la finale. Lors de celle-ci, le pays termine 15e avec 56 points.